# Бамбуковый занавес
Бамбу́ковый за́навес — эвфемизм термина «железный занавес» для Восточной Азии.

## История
Словосочетание было менее употребимо, чем «железный занавес», поскольку последний просуществовал стабильно более сорока лет, в то время как границы и параметры «бамбукового» постоянно менялись.
Сегодня употребляется лишь в отношении Бирмы .